# Kostel svatého Alfonse na Esquilinu
Kostel svatého Alfonse na Esquilinu (it. Chiesa di Sant'Alfonso all'Esquilino; lat. S. Alfonsi in Exquiliis) je katolická sakrální stavba v Římě, která se nachází na ulici Via Merulana. 

## Historie
Kostel byl postaven v letech 1855–1859 podle návrhu skotského architekta George Wigleyho. Je jedním z mála příkladů novogotického stylu v Římě. Armellini jej hodnotí negativně: „Architektura kostela je spíše ostrogótská než gotická“ (op. cit., s. 813). Je to jeden z posledních kostelů v papežském Římě, a přestože je zasvěcen Nejsvětějšímu Vykupiteli, je znám jako kostel svatého Alfonse, zakladatele redemptoristů, jemuž patří spolu s celým přilehlým komplexem. 

## Popis

### Fasáda
Fasáda z cihel a travertinu, k níž se vstupuje po širokých schodech, má portikus, do něhož se otevírají troje dveře; v tympanonu středních dveří je polychromovaná mozaika zobrazující Neposkvrněnou Pannu Marii pomocnou mezi anděly a na věžičce tympanonu je socha Vykupitele z karrarského mramoru. Fasádu dále zdobí rozetové okno.

### Interiér
Interiér kostela je trojlodní, zdobený polychromovaným mramorem, se šesti bočními kaplemi na každé straně. Vnitřní výzdoba pochází z konce 19. století a je dílem bavorského malíře a redemptoristy Maxe Schmalzla (1850–1930). Apsidu korunuje mozaika z roku 1964, která zobrazuje Vykupitele trůnícího mezi Pannou Marií a svatým Josefem (Redentore in trono tra la Vergine Maria e San Giuseppe). Na hlavním oltáři je umístěna ikona krétského původu ze 14. století s obrazem Panny Marie Ustavičné pomoci (Madre del Perpetuo Soccorso), kterou redemptoristům daroval Pius IX. v roce 1866.

### Píšťalové varhany
Na kůru v pultovém průčelí jsou umístěny píšťalové varhany, které obsahují část zvukového materiálu staršího nástroje, vyrobeného Charlesem Anneessensem v roce 1898, a které byly postaveny v roce 1932 firmou Tamburini a v roce 1982 restaurovány. Celá fonotéka je umístěna v původní monumentální dřevěné skříni v novogotickém stylu, kterou navrhl německý architekt Maximilian Schmalzl.
Varhany mají dvě klaviatury po 61 notách a konkávně-radiální pedálovou desku po 32. Jsou elektricky poháněné.

## Titulární kostel
Tento kostel, plným názvem Santissimo Redentore e Sant'Alfonso in Via Merulana (lat. Titulus Sanctissimi Redemptoris et Sancti Alfonsi in Exquiliis), je kardinálským titulárním kostelem, jak jej ustanovil papež Jan XXIII. 30. prosince 1960 apoštolskou konstitucí Plurima quae.
Titul je umístěn na kostele, na faře a na pobočném místě farnosti Santa Maria Maggiore v San Vito.

### Titulární kardinálové
- Joseph Elmer Ritter (19. ledna 1961 – 10. června 1967 zemřel)
- José Clemente Maurer, C.S.R. (29. června 1967 – 27. června 1990 zemřel)
- Anthony Joseph Bevilacqua (28. června 1991 – 31. ledna 2012 zemřel)
- Vincent Nichols, od 22. února 2014[2]

## Galerie

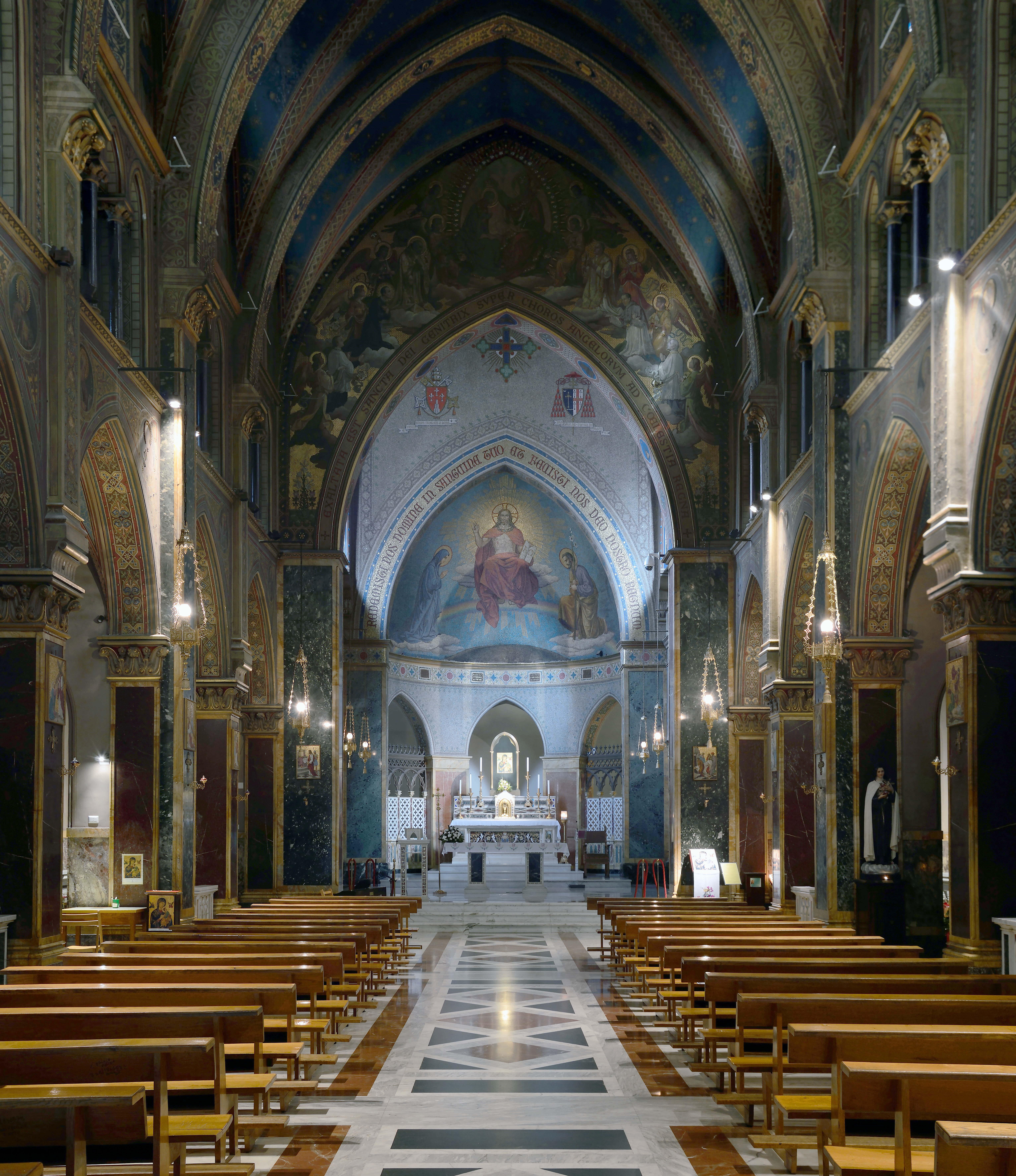
Střední loď kostela
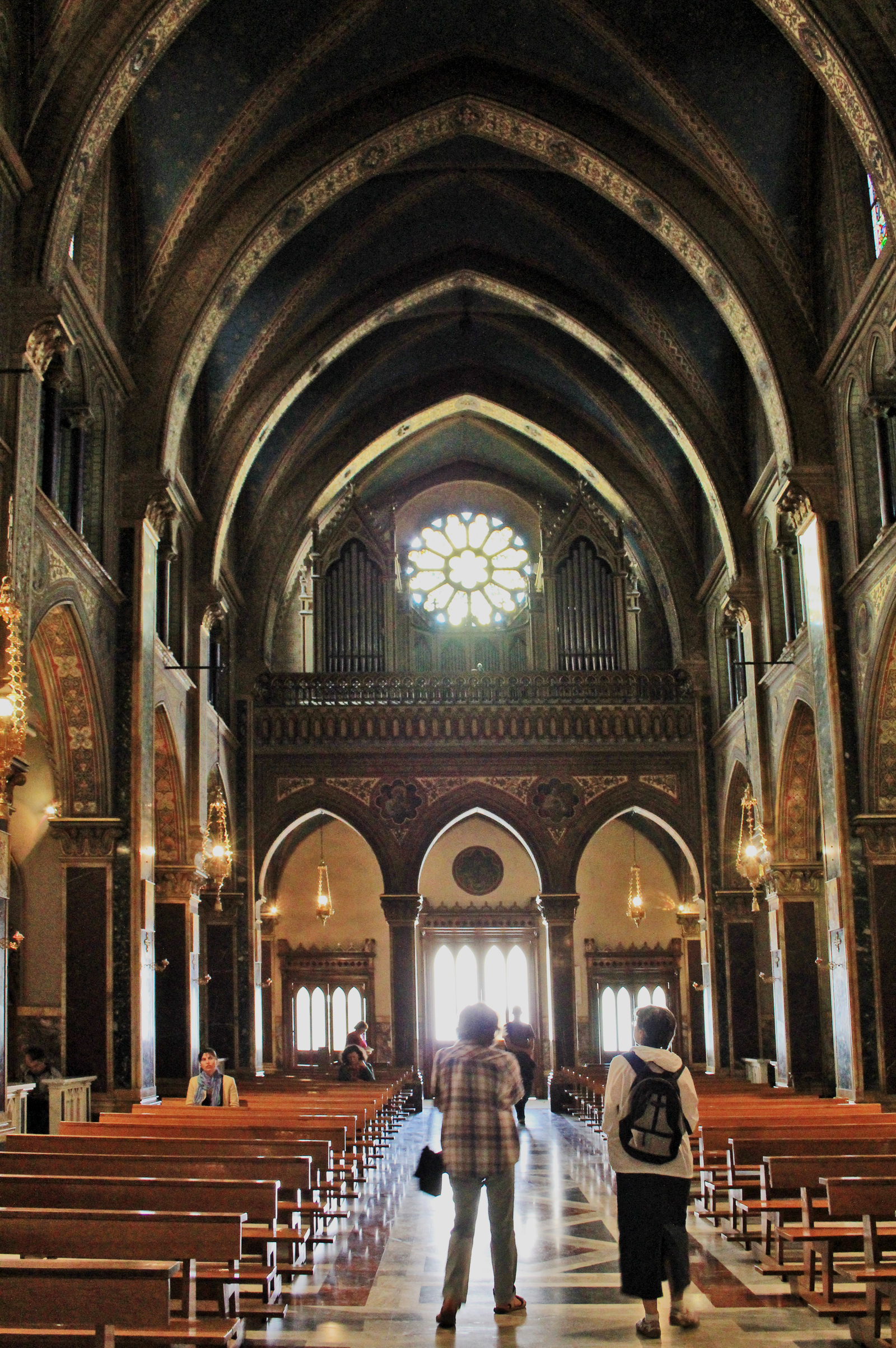
Pohled na průčelí kostela
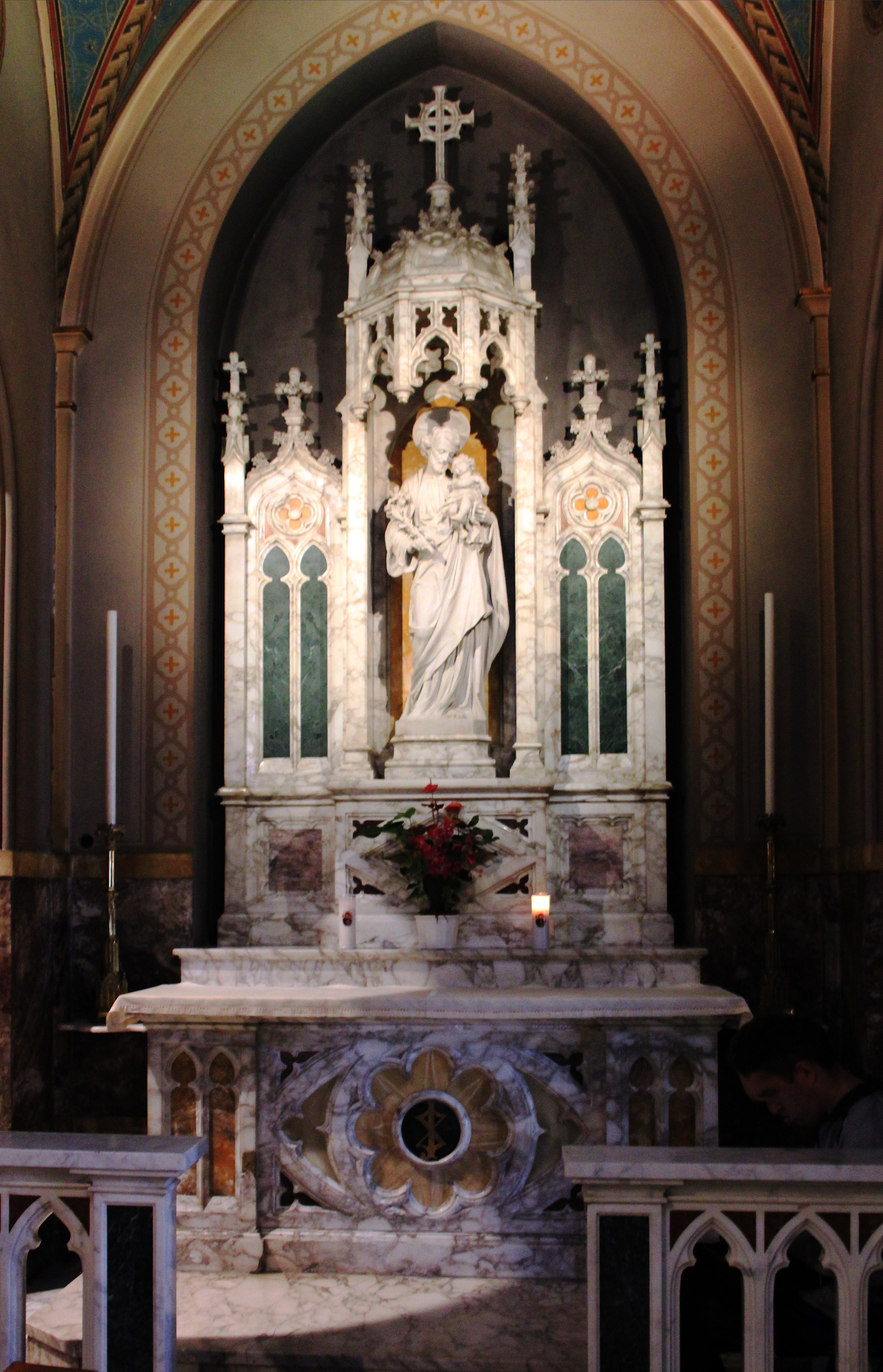
Kaple sv. Josefa
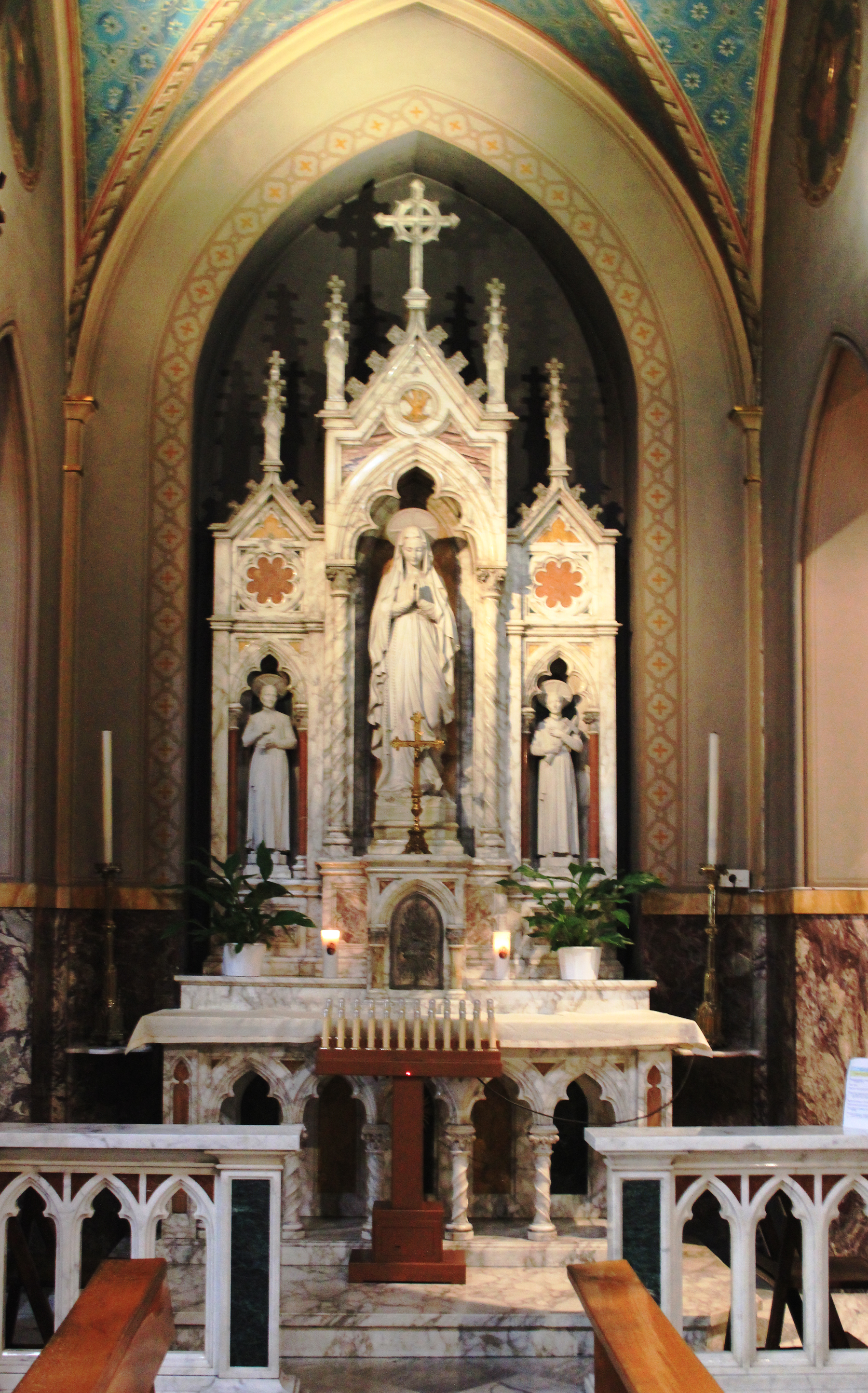
Kaple Panny Marie